# Главный радиочастотный центр
Гла́вный радиочасто́тный центр (ФГУП «ГРЧЦ») осуществляет организационные и технические мероприятия по обеспечению надлежащего использования радиочастот и радиочастотных каналов, радиоэлектронных средств (РЭС) и (или) высокочастотных устройств (ВЧУ) гражданского назначения, проведение экспертиз в установленной сфере, а также участие в предоставлении государственных услуг.
ГРЧЦ представляет собой отраслевой экспертный центр, обеспечивающий выполнение задач и функций, возложенных на радиочастотную службу Федеральным законом от 7 июля 2003 г. № 126-ФЗ «О связи» и постановлением Правительства Российской Федерации от 14 мая 2014 г. № 434 «О радиочастотной службе», а также сопровождение контрольно-надзорных и регуляторных функций Роскомнадзора по основным направлениям его деятельности в области связи и в сфере средств массовой информации и массовых коммуникаций.

## Создание
Федеральное государственное унитарное предприятие «Главный радиочастотный центр» (ФГУП «ГРЧЦ») создано на основании постановления Правительства Российской Федерации от 25 декабря 2000 г. № 1002 «О государственной радиочастотной службе при Министерстве Российской Федерации по связи и информатизации» и распоряжения Министерства имущественных отношений Российской Федерации от 14 марта 2001 г. № 627-р "О создании федерального государственного унитарного предприятия «Главный радиочастотный центр»

## Структура
ФГУП «ГРЧЦ» входит в состав радиочастотной службы, находящейся в ведении Федеральной службы по надзору в сфере связи, информационных технологий и массовых коммуникаций (Роскомнадзор).
Права собственника имущества ФГУП «ГРЧЦ» осуществляют Федеральная служба по надзору в сфере связи, информационных технологий и массовых коммуникаций и Федеральное агентство по управлению федеральным имуществом.
Имеет 8 филиалов по стране в федеральных округах и в Республике Крым и г. Севастополе.

## Деятельность

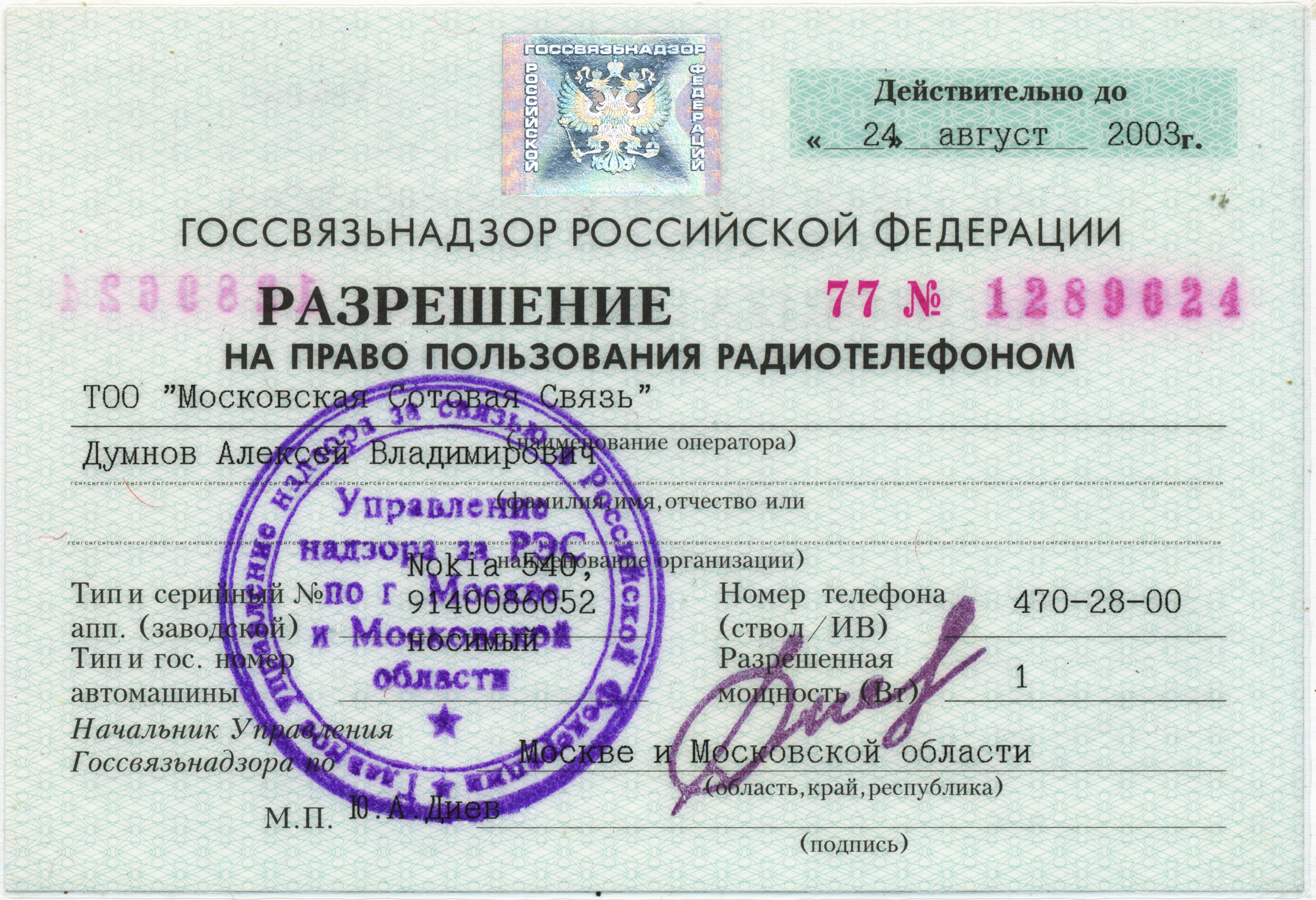
Разрешение на право пользования радиотелефоном «Московской сотовой связи» в 1998 году, выданное Госсвязьнадзором

ФГУП «ГРЧЦ» обладает необходимой технической базой и опытными специалистами, что позволяет качественно проводить такие работы, как:
- проведение расчетов электромагнитной совместимости (расчет ЭМС) заявленных РЭС с действующими и планируемыми для использования РЭС гражданского назначения и РЭС иностранных государств;
- определение необходимости и подготовку документов для проведения международно-правовой защиты (МПЗ) присвоений (назначений) радиочастот или радиочастотных каналов;
- проведение экспертизы возможности использования заявленных РЭС и их электромагнитной совместимости с действующими и планируемыми для использования РЭС в пределах выделенных полос радиочастот и оформление заключений о результатах этой экспертизы (экспертиза ЭМС);
- определение соответствия судовых радиостанций, установленных на морских судах, судах смешанного (река-море) плавания, а также судах внутреннего плавания требованиям международных договоров Российской Федерации в области связи, оформление заключений об их соответствии требованиям законодательства Российской Федерации в области связи;
- образование позывных сигналов для опознавания РЭС гражданского назначения (фиксированной службы, радиовещательной службы, морской подвижной службы, службы стандартных частот и сигналов времени, любительской службы).

ФГУП «ГРЧЦ» выполняет работы по координации использования радиочастотного спектра при проведении широкого круга социально значимых мероприятий, в том числе и международного уровня (переговоры между делегациями администраций связи, форумы, выставки, спортивные мероприятия и прочее).

## Утечка данных
В ноябре 2022 года белорусская хакерская группировка «Киберпартизаны» заявила, что взломала ГРЧЦ и получила доступ к двум терабайтам документов из его внутренней сети. Журналисты «Системы» (проект «Настоящего времени» и «Радио Свобода»), «Важных историй», «Медиазоны» и «Агентства» получили доступ к материалам и 8 февраля 2023 года опубликовали расследования этой утечки. По мнению журналистов, данные утечки свидетельствуют, что «эта малозаметная структура играет ключевую роль в тотальной слежке государства за россиянами в интернете».

## Санкции
20 мая 2025 года, «в ответ на дестабилизирующую деятельность против Евросоюза», «ГРЧЦ» был включён в санкционный список стран ЕС за действия по ведению радиоэлектронной войны:

В последнее время сбои сигналов GPS в ряде европейских стран были связаны с действиями по ведению радиоэлектронной борьбы из Калининграда, включая глушение и искажение сигналов GPS, в первую очередь в странах Балтии. Эти действия нарушили работу гражданской авиации. Для глушения сигналов GPS требуется получить разрешение ГРЧЦ. Центр радиоэлектронной борьбы в Калининграде получил новое оборудование для постановки помех и провел учения с использованием современных систем, способных нарушать связь на больших территориях.— «Официальный журнал Европейского союза», Брюссель, 20 мая 2025 года